# Yulia MacLean
Pour les articles homonymes, voir MacLean.
Yulia MacLean, née le 13 janvier 1986 à Volgograd en Russie, est une chanteuse russe, basée en Nouvelle-Zélande, de crossover classique. 
Son premier album solo Into The West a été certifié disque de platine la première semaine de sa sortie en Nouvelle-Zélande. Elle a remporté deux New Zealand Music Awards : Meilleur artiste solo femme et 42 Below, album le plus vendu en Nouvelle-Zélande. Elle a accompagné Amici Forever et Russell Watson dans deux tournées à guichets fermés à Tokyo. Les albums Into the West et Montage ont été trois fois à la tête du top 40 en radio en Nouvelle-Zélande. Yulia a été la première chanteuse en Nouvelle-Zélande à avoir deux albums consécutifs numéro un des albums. La voix de Yulia a été décrite comme une « belle contralto, riche, avec passion et conviction ».

## Vie
Yulia est née et a grandi en Russie. Elle a enduré une enfance pauvre, élevée seule par sa mère. Son père était violent et sa mère est partie en l'emmenant après qu'il les a menacées avec une hache. Yulia n'a plus de contact avec lui depuis ce jour. En 2002, elles quittent la Russie pour la Nouvelle-Zélande dans l'espoir d'une vie meilleure.

## Carrière
En deux ans en Nouvelle-Zélande, Yulia a appris à parler anglais, a terminé ses études et a signé un contrat d'enregistrement avec Sony Music Nouvelle-Zélande. Elle a été découverte à la télévision régionale en tant que sujet de dernière minute pour un segment de dix minutes sur Bien vivre avec Kerry Pierson sur Christchurch station de télévision locale  CTV. Son premier album, Into the West, est sorti en 2004 et a été un succès commercial, atteignant le sommet du classement des albums en Nouvelle-Zélande et allé quatre fois platine. Deux ans plus tard, Yulia a sorti son deuxième album, Montage, qui a également en tête des charts.
Peu de temps après la sortie de Montage, Sony et Yulia se séparèrent. Après avoir été déçue par l'industrie de la musique, Yulia a décidé de changer de carrière et de devenir un agent de bord. En 2007, elle a rencontré Glyn MacLean, le directeur et propriétaire de Oikos Music Group. MacLean l'a encouragée à poursuivre sa carrière dans la musique et a signé avec Yulia un accord de gestion et de publication. Le couple s'est marié en février 2008 et a invité les 168 fans à la noce à leurs propres frais.

## Controverse
En 2008, Yulia faisait partie d'un scandale internet. Les adolescents postaient des commentaires désobligeants à son sujet, notamment en affichant son domicile et de raconter les autres membres d'y aller et de la violer, sur plusieurs forums de Nouvelle-Zélande. MacLean a répondu aux attaques menaçant de poursuites judiciaires. La dispute a dégénéré et fait les nouvelles nationales.

## Discographie

### Albums
- Into The West Special Christmas Edition (2004)
- Into The West (2004) #1 NZ (4x Platinum - 60,000+)
- Montage (2006) #1 NZ (2x Platinum - 30,000+)